# Polityka zagraniczna Izraela
Polityka zagraniczna Izraela – rozpoczęła się po proklamowaniu niepodległości Izraela w dniu 14 maja 1948 roku.
Izrael nawiązał do chwili obecnej kontakty dyplomatyczne z 158 państwami. Lista państw jest niekompletna, ponieważ znaczna część krajów świata muzułmańskiego nadal nie uznała faktu ustanowienia państwa żydowskiego w Palestynie.
Nawiązywanie kontaktów i rozwój współpracy z państwami arabskimi są priorytetowymi celami w polityce zagranicznej Izraela. W tym celu Izrael nawiązuje więzi dyplomatyczne, kulturowe i handlowe z państwami na całym świecie.

## Stosunki dyplomatyczne
Arabski bojkot żydowskich interesów na świecie został zapoczątkowany już w 1921 roku i trwa nieprzerwanie do chwili obecnej.
Pomimo bojkotu, Stany Zjednoczone oraz Związek Socjalistycznych Republik Radzieckich uznały de facto nowe państwo Izrael w dniu jego proklamowania, 14 maja 1948, po południu.
Wielka Brytania uznała oficjalnie państwo Izrael 29 stycznia 1949.
11 maja 1949 państwo Izrael zostało przyjęte w poczet państw członkowskich Organizacji Narodów Zjednoczonych. Kandydaturę Izraela poparł Związek Socjalistycznych Republik Radzieckich.
Według danych z listopada 2006 roku 34 państwa na świecie nie utrzymywały formalnych kontaktów dyplomatycznych z Izraelem. Należały do nich:
- Afryka: Algieria, Czad, Dżibuti, Gwinea, Komory, Libia, Mali, Maroko, Niger, Somalia, Sudan, Tunezja.
- Ameryka: Kuba[a]
- Azja: Afganistan, Arabia Saudyjska, Bahrajn, Bangladesz, Brunei, Indonezja, Iran, Irak, Jemen, Katar, Korea Północna[b], Kuwejt, Liban, Malediwy, Malezja, Oman, Pakistan, Syria, Tajwan[c].

|  |